# Iglesia de la Visitación de Nuestra Señora a Santa Isabel (Barbadillo de Herreros)
La iglesia de la Visitación de Nuestra Señora a Santa Isabel es una iglesia parroquial católica situada en la localidad burgalesa de Barbadillo de Herreros (España). Está dedicada a la Visitación de la Virgen María a su prima Isabel.
Se trata de un templo románico con añadidos barrocos del siglo XVII. Cuenta con un retablo mayor del siglo XVIII y otros del XVII. Otras obras destacadas son una pila bautismal del siglo XII con fronda serpenteante, un crucifijo y una imagen renacentista de San Sebastián de Gil de Siloé.

## Galería

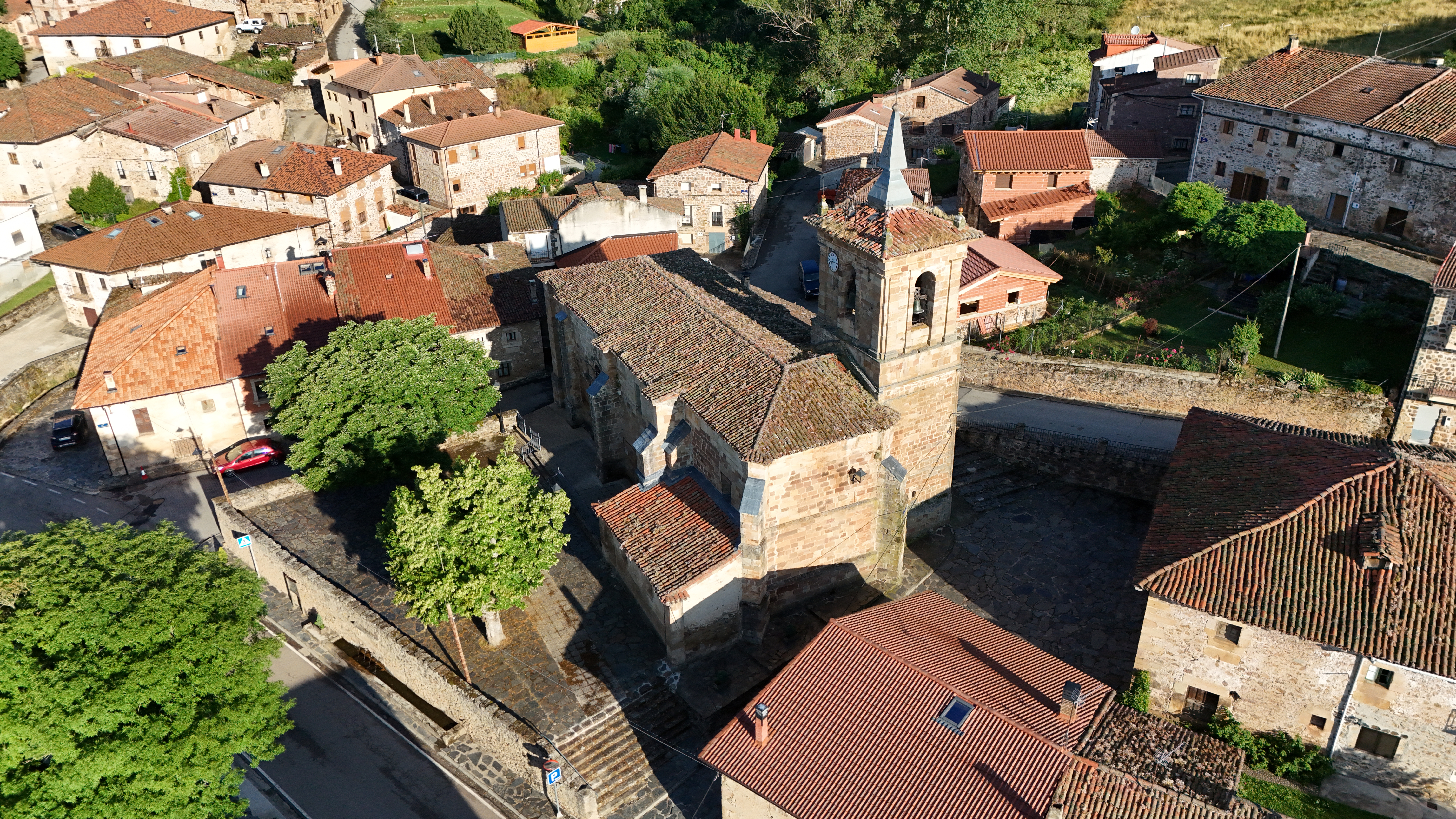
Foto aérea
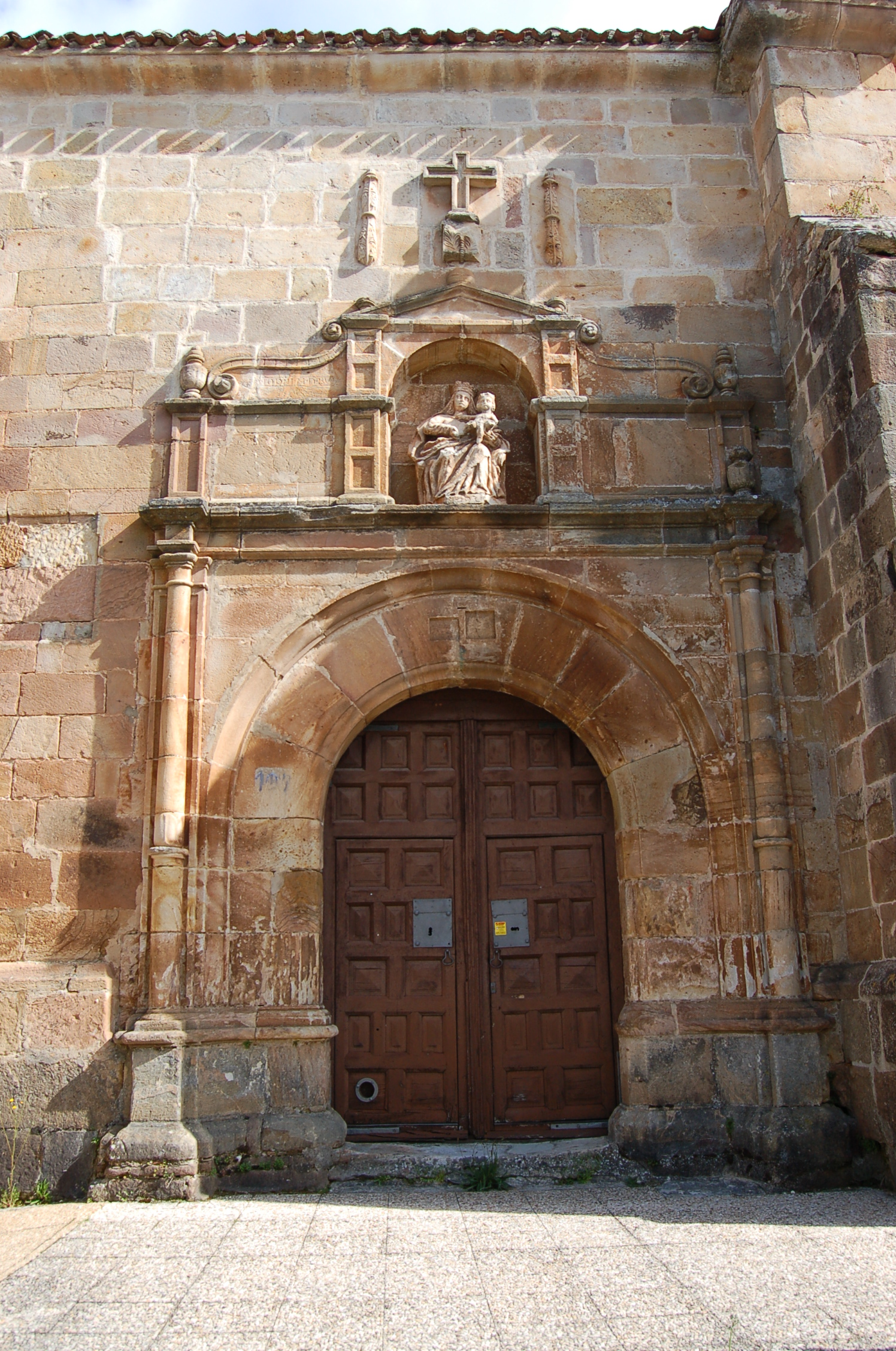
Puerta de entrada
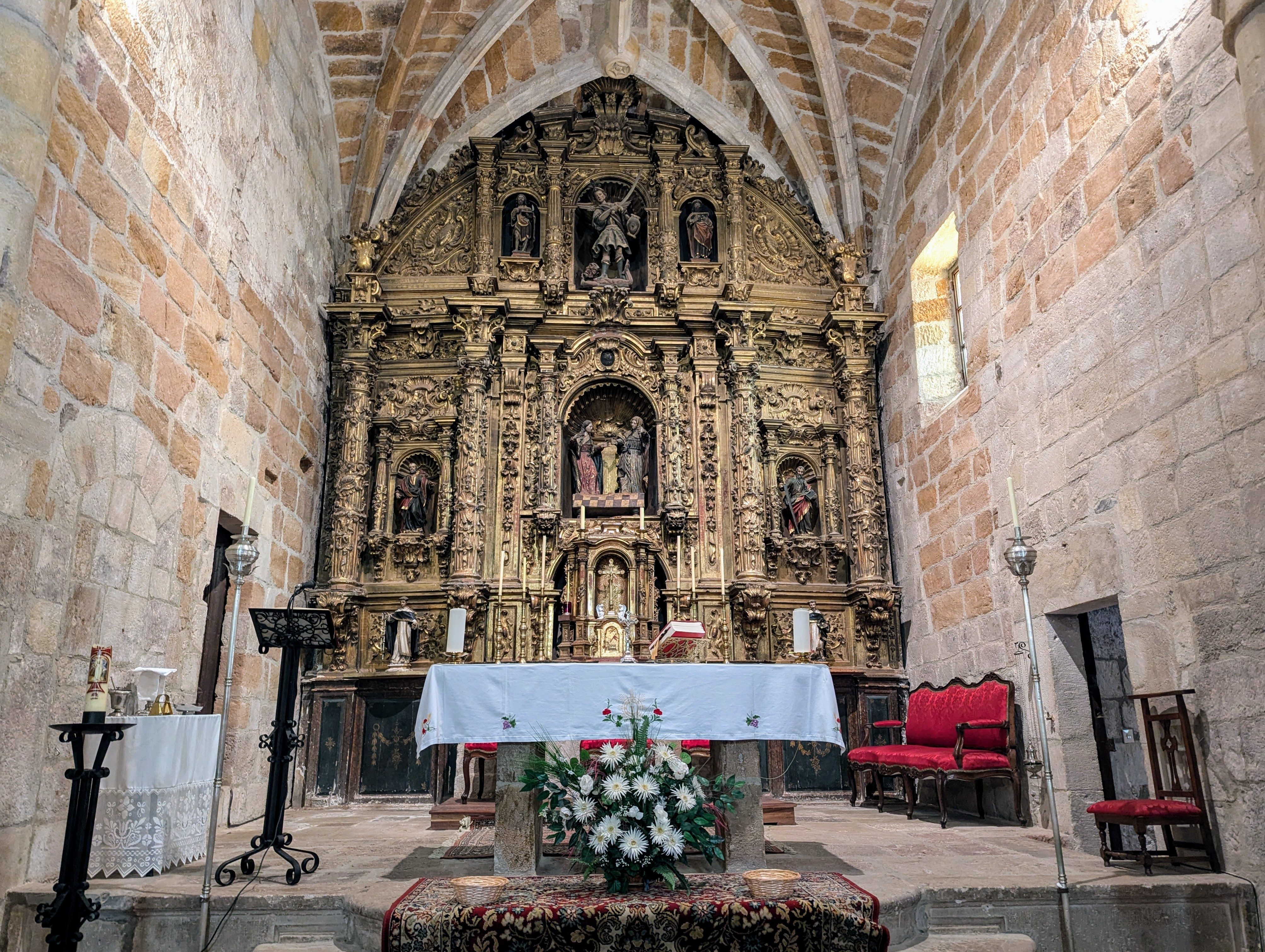
Retablo mayor